# Джотто ді Бондоне
Джо́тто ді Бондо́не (італ. Giotto di Bondone; прибл. 1267, Веспіньяно, Італія — 8 січня 1337, Флоренція, Італія) — італійський живописець, маляр. Один із передвісників епохи Відродження у сфері живопису і реалізму. Фрески Джотто на біблійну тематику і досі вважають шедеврами світового мистецтва. Другом художника був Данте Аліґ'єрі — про нього поет згадав у своєму славнозвісному творі «Божественна комедія».

## Життєпис і творчість

### Ранні роки

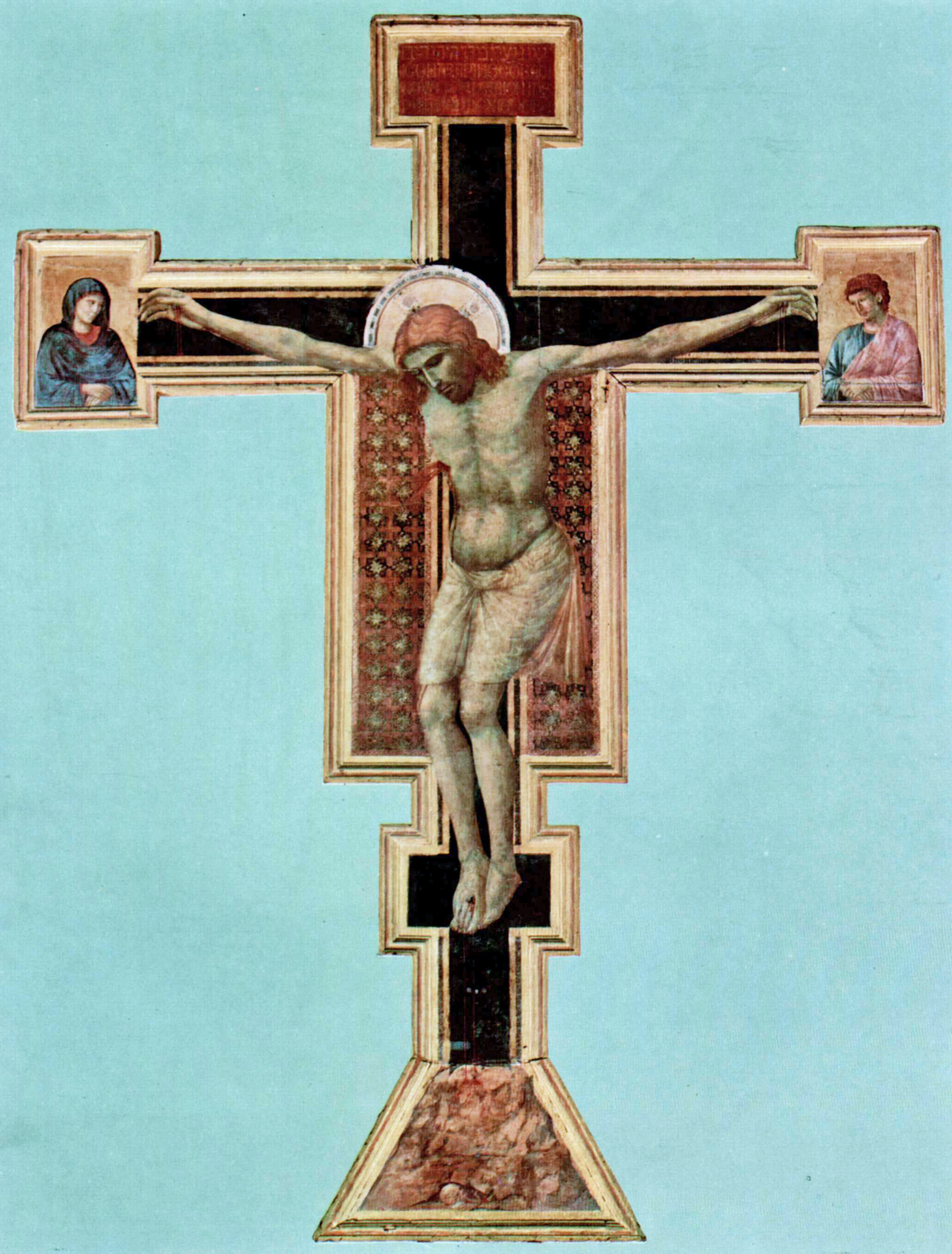
Розп'яття у храмі Санта Марія Новелла (Флоренція) вважають найбільш ранньою роботою Джотто, збереженої до наших днів

Майбутній живописець та маляр народився у містечку Веспіньяно, біля Флоренції — одного з найбільших культурних і торгових центрів середньовічної Італії. Веспіньяно у той час славилося своїм якісним сукном і велику частину населення становили саме ткачі.
Художник та архітектор Джорджо Вазарі (1511—1574) на сторінках своєї праці «Життєписи найвідоміших живописців, різьбярів і архітекторів» (1550) пише, що Джотто був сином хлібороба. Його помітив на полі відомий тоді художник Чімабуе, коли Джотто малював на камені зображення. Натомість у анонімних коментарях «Божественної комедії» (XIV ст.) автор стверджує, що хлопця віддали до майстерні ткача, але Джотто втік від ремісника до майстерні художника. Згідно з іншими даними вчителем юного маляра був П'єтро Кавалліні, чільник римської художньої школи.
Найпершим твором, який зберігся до сьогодні, вважають велике (5-метрове) полотно із зображенням розп'яття Христа у церкві Санта Марія Новелла (Флоренція). Про час його виконання достеменно відомо лише те, що воно було створене ще до поїздки маляра до Риму.
У кін. 1290-х — поч. 1300-х років Джотто працював у Римі, де виконував величну мозаїку для базиліки св. Петра. Мозаїка «Новічелла» (італ. navicella — човен) зображала Христа та човен з апостолами і загинула на початку XVI сторіччя під час розвалювання старої базиліки, на місці якої постав Собор Святого Петра.
Після повернення купив будинок, де поселився із дружиною — Чінтою ді лапо дель Пела.

### Фрески капели Скровеньї (Падуя)
У 1303—1306 рр. Джотто працював у Падуї. Там художник виконував замовлення місцевого багатія Енріко Скровеньї — покривав його фамільну капелу фресками на сюжети з життя Ісуса Христа і Діви Марії. Фрески капели Скровеньї називають найкращими творіннями художника. У цей час Джотто вже остаточно сформував власні творчі методи і стиль, а фрески у храмі збереглися дуже добре, що є цінною знахідкою для мистецтвознавців.
На поздовжніх стінах капели, яка є невеликою однонефною базилікою, розміщено 37 картин, одна над одною, у три яруси. Для малюнків характерні світлі і чисті тони фарб. Майже крізь усі фрески проходить колір небесної блакиті, який об'єднує зображення.
Заслуга Джотто у розвитку італійської малярської школи у тому, що художник вийшов за межі середньовічного мальовничого канону, де людей зображали зовсім неприродно — дещо оживив свої фрески. Замість звичних до того аскетичних і строгих виразів обличчя Джотто зумів прекрасно виразити ідею кожного свого образу живими, емоційними поглядами. Він ще не дбав про точність перспективи та тривимірність малюнка, але майстерність відтворення тіней і розміщення герої його малюнків створює ілюзію просторовості.
Також у його малюнках можна помітити тонкий психологізм, який видно, наприклад, у творі «Поцілунок Юди» — попри багатолюдність картини всю увагу привертають насамперед фігури Ісуса та Юди. Близькість цих протилежних персонажів і плащ Юди, котрий ніби поглинає фігуру Ісуса зосереджують на собі весь конфлікт і всю ідею картини.

### Пізня творчість

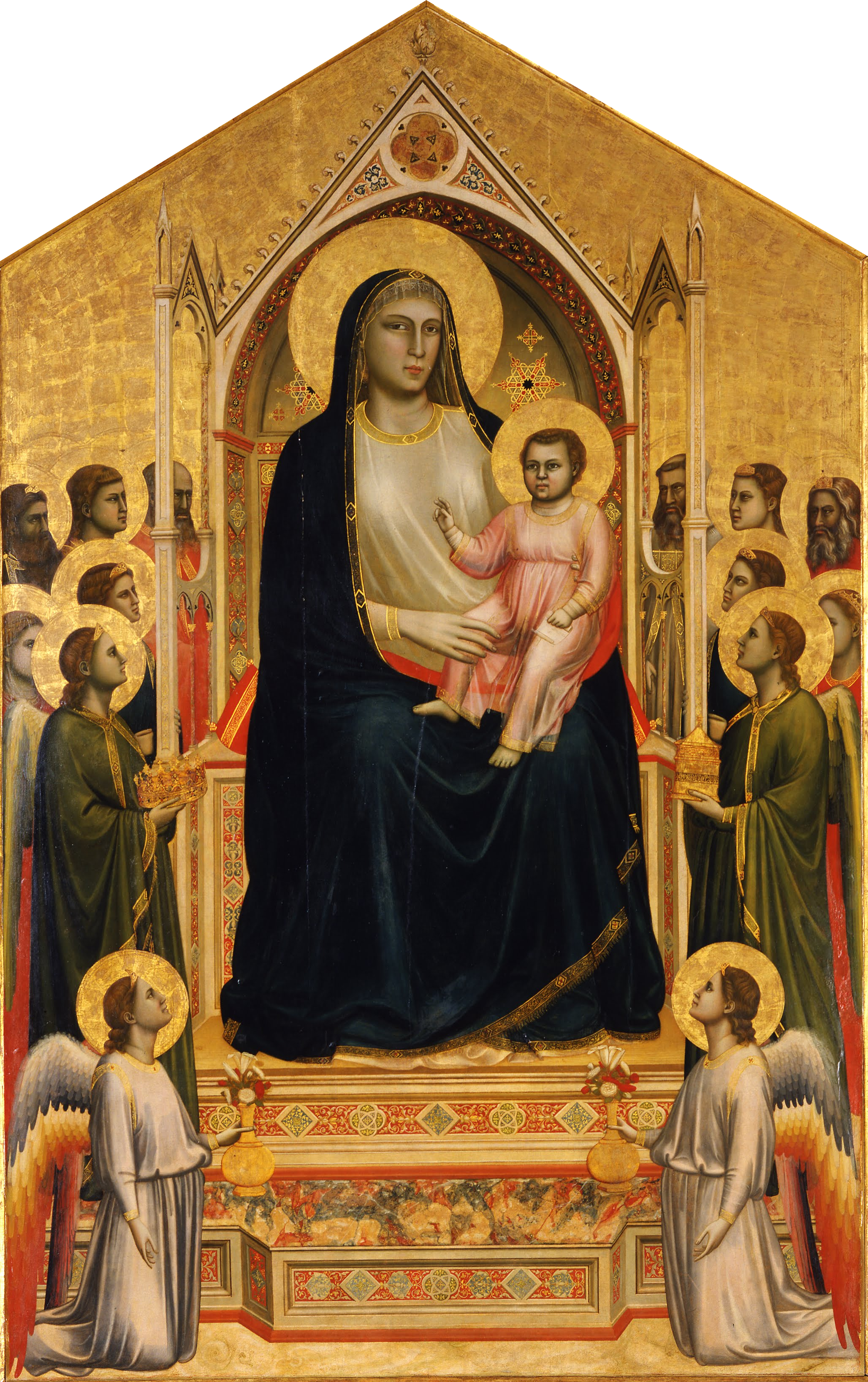
«Мадонна Оньїссанті» («Маеста»), 1310. Флоренція, Галерея Уффіці

Закінчивши роботи у капелі, Джотто ще на певний час залишається у Падуї і покриває фресками (не збереглись) на світські теми велику залу Палаццо Раджоне.
Після цього художник, у зеніті слави повернувся до Флоренції. Там він розписує стіни двох капел церкви Санта Кроче (капела Барді та капела Перуцці), а у 1310 р. створює для церкви Всіх Святих славнозвісну сьогодні картину «Мадонна Оньїсанті», де зображено Діву Марію з немовлям у оточенні ангелів та святих.
Трактування образу Марії у Джотто вийшло свіжішим і світлішим порівняно з класичними релігійними образами середньовіччя.

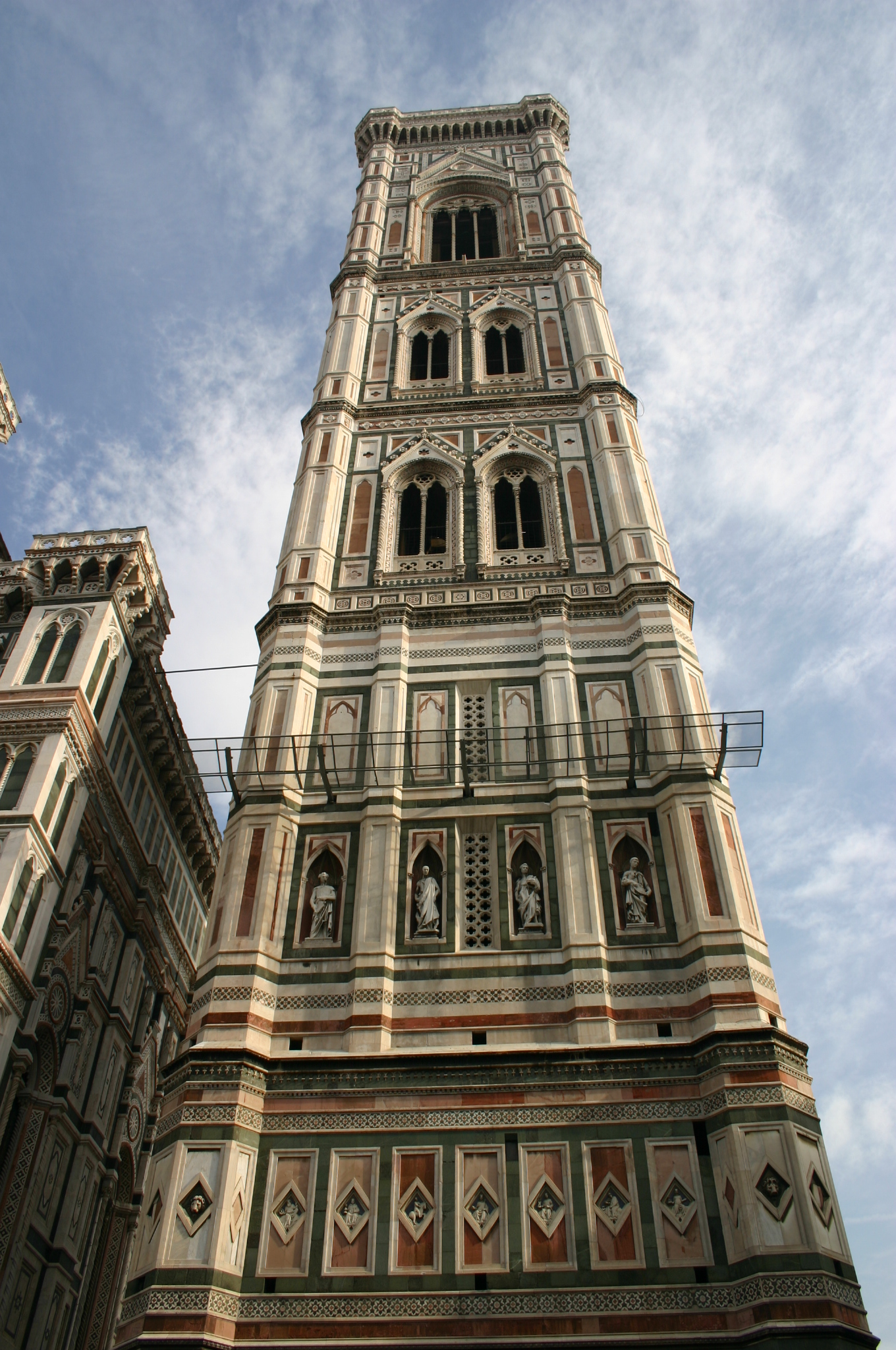
84-метрова дзвіниця флорентійського міського собору — Кампанеле Джотто

Поступово художник із Флоренції став чи не найбажанішим малярем усіх італійських вельмож. У 1330—1333 роках Джотто малював у Неаполі при дворі короля Роберта. Неаполітанські роботи, на жаль, не збереглись. Петрарка згадує про розписи придворної капели, Вазарі — про велику залу в замку Кастель дель Уово, на стінах котрого майстер виконав портрети багатьох славетних людей. Згодом Джотто працював у Болоньї та Мілані. Малюнки, створені там, теж не дійшли до наших днів.
Останні 20 років життя живописець провів у Флоренції. У 1334 році флорентійська Сеньйорія призначила «великого майстра Джотто ді Бондоне» головним керівником будівництва міського собору. Того ж року почав спорудження соборної дзвіниці (т. зв. «кампаніла»), але протягом життя закінчив лише перший ярус, який прикрасив рельєфами скульптор Андреа Пізано. Ймовірно, що Джотто теж брав участь у створенні цих рельєфів.
Джотто ді Бордоне помер 8 січня 1337 року у Флоренції і був похований за міський кошт з найвищими почестями.
Будівництво кампаніле завершив Франческо Таленті. Пізніше Донателло прикрасив ніші у стінах верхнього ярусу статуями пророків. Елегантно облицьована мармуром 84-метрова дзвіниця і дотепер називається на честь першого будівника — «Кампаніле Джотто». Поряд з собором Санта Марія дель Фіоре дзвіницю вважають однією з архітектурних визначних пам'яток, що є окрасою Флоренції.

## Цікаві факти
На честь Джотто назвали один із кратерів на поверхні Меркурія. Його діаметр — близько 150 кілометрів.
Також на його честь названо один з астероїдів.

## Галерея

### Фрески капели Скровеньї (Падуя)

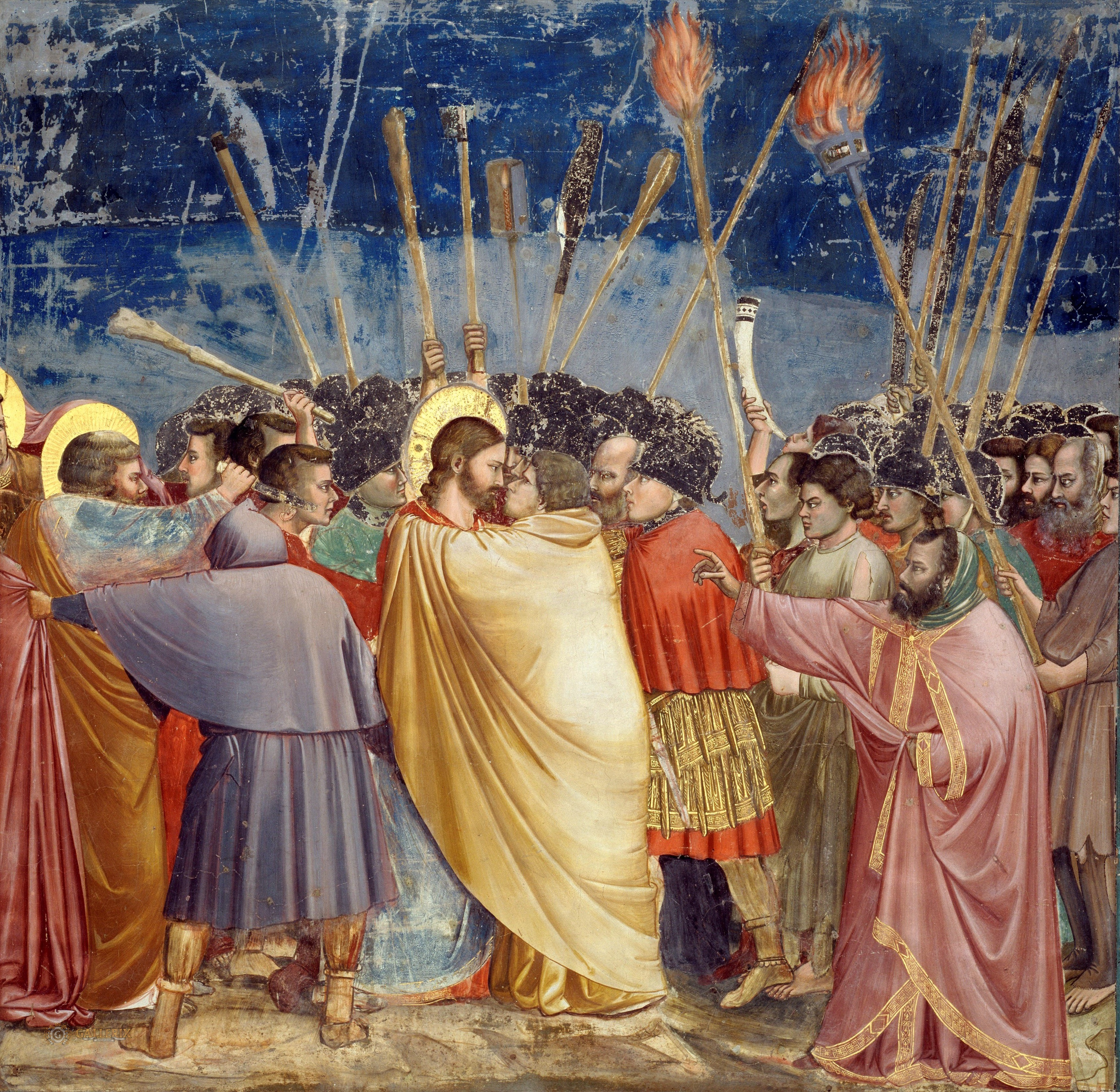
Поцілунок Юди
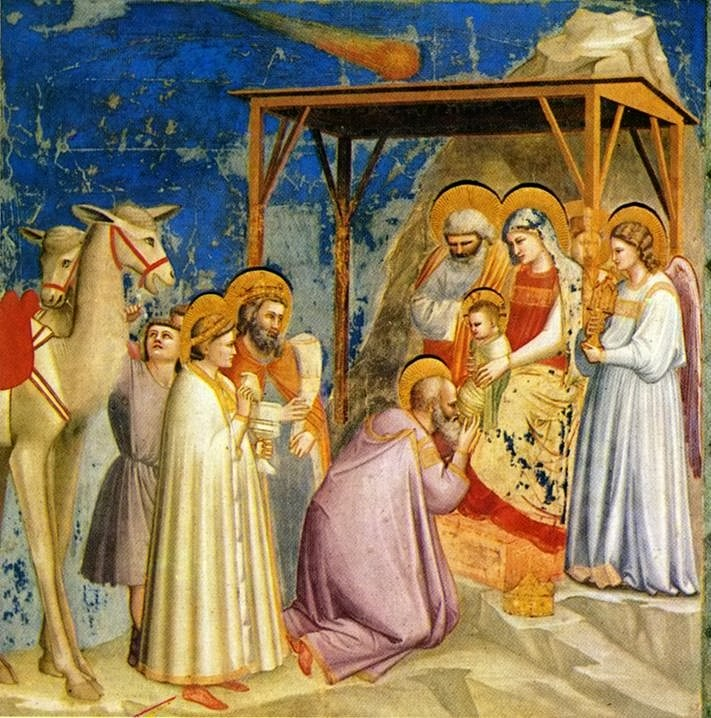
Поклоніння волхвів
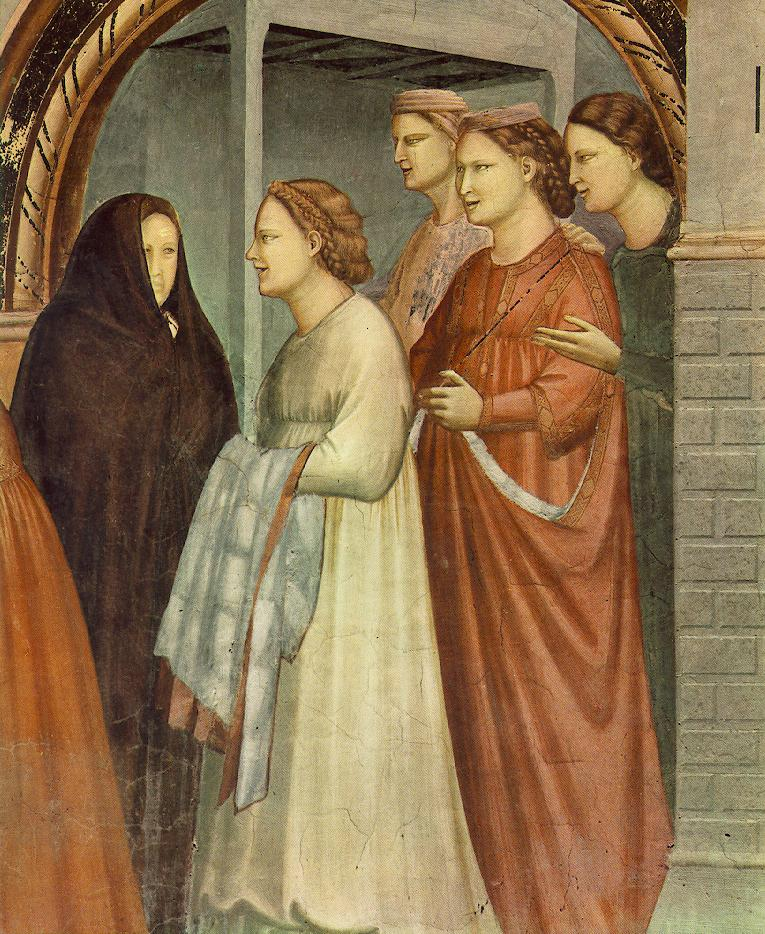
Частина одної із фресок

### Інші твори

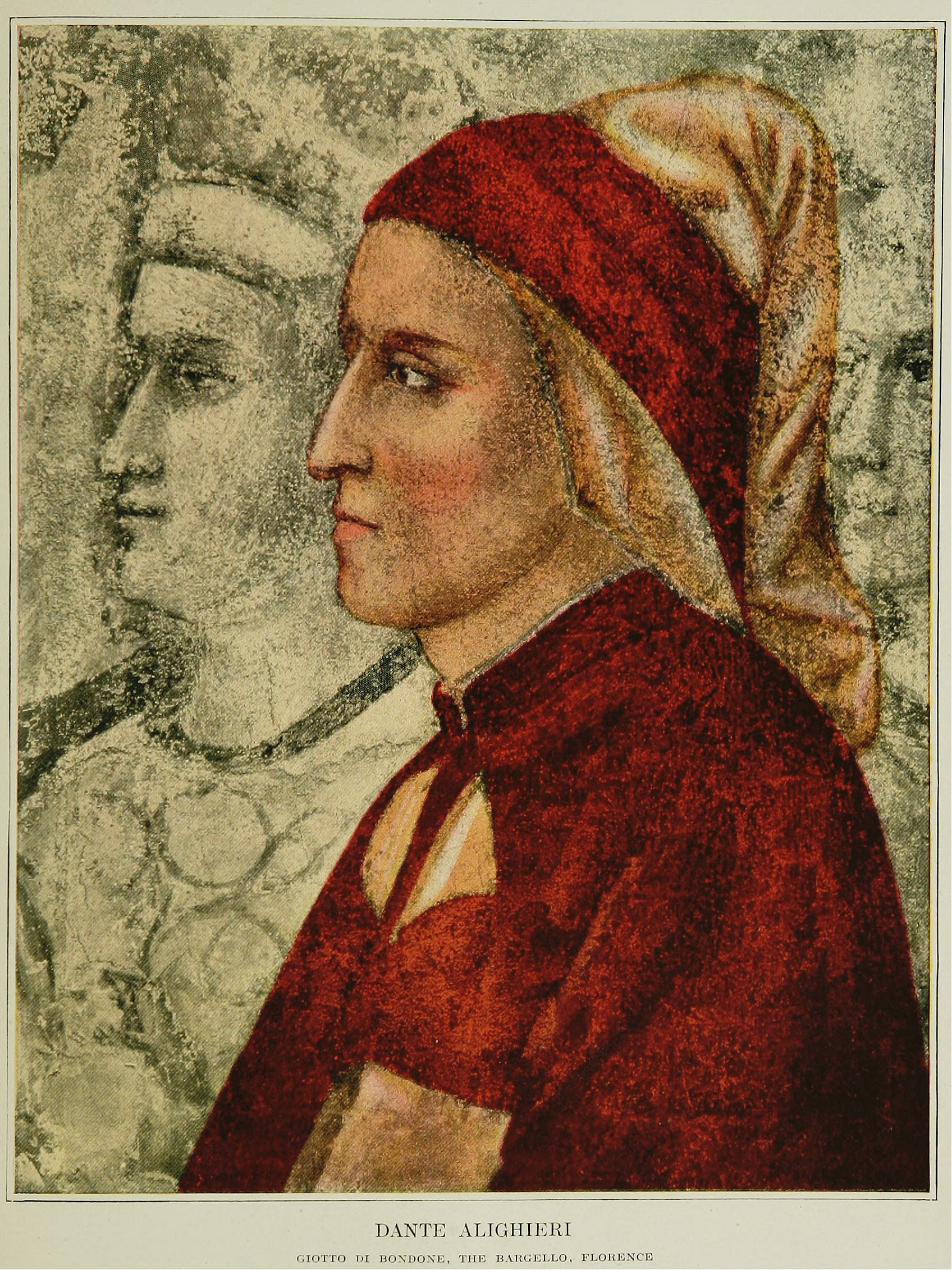
Данте Аліґ'єрі — збільшення із фрески «Рай» (Палац Барджелло, Флоренція)
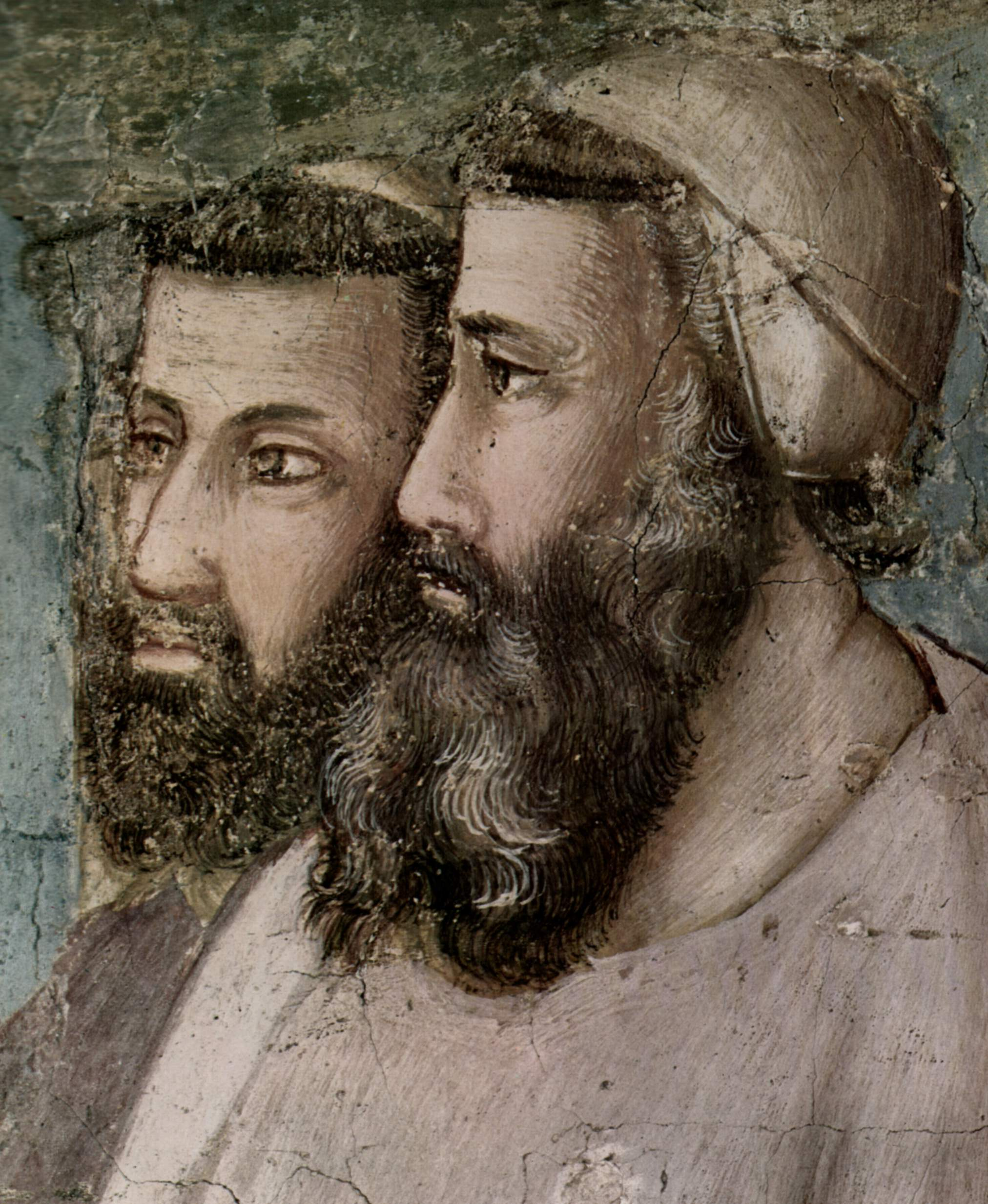
Сцени з життя Св. Франциска у церкві Санта Кроче (Флоренція)